# Sarah Stewart
Sarah Stewart (nascida em 13 de junho de 1976) é uma atleta paralímpica australiana que compete na modalidade basquetebol em cadeira de rodas. Conquistou a medalha de prata na Paralimpíada de Atenas, em 2004, e de Londres, em 2012, além de bronze em Pequim, em 2008, com a equipe nacional feminina da mesma modalidade. Desde 2003 Sarah é integrante da equipe nacional, conhecida como [as] Gliders, e já disputou mais de 150 partidas internacionais, além de medalhista de ouro na Copa Osaka (Japão) de 2009, 2010 e 2012.

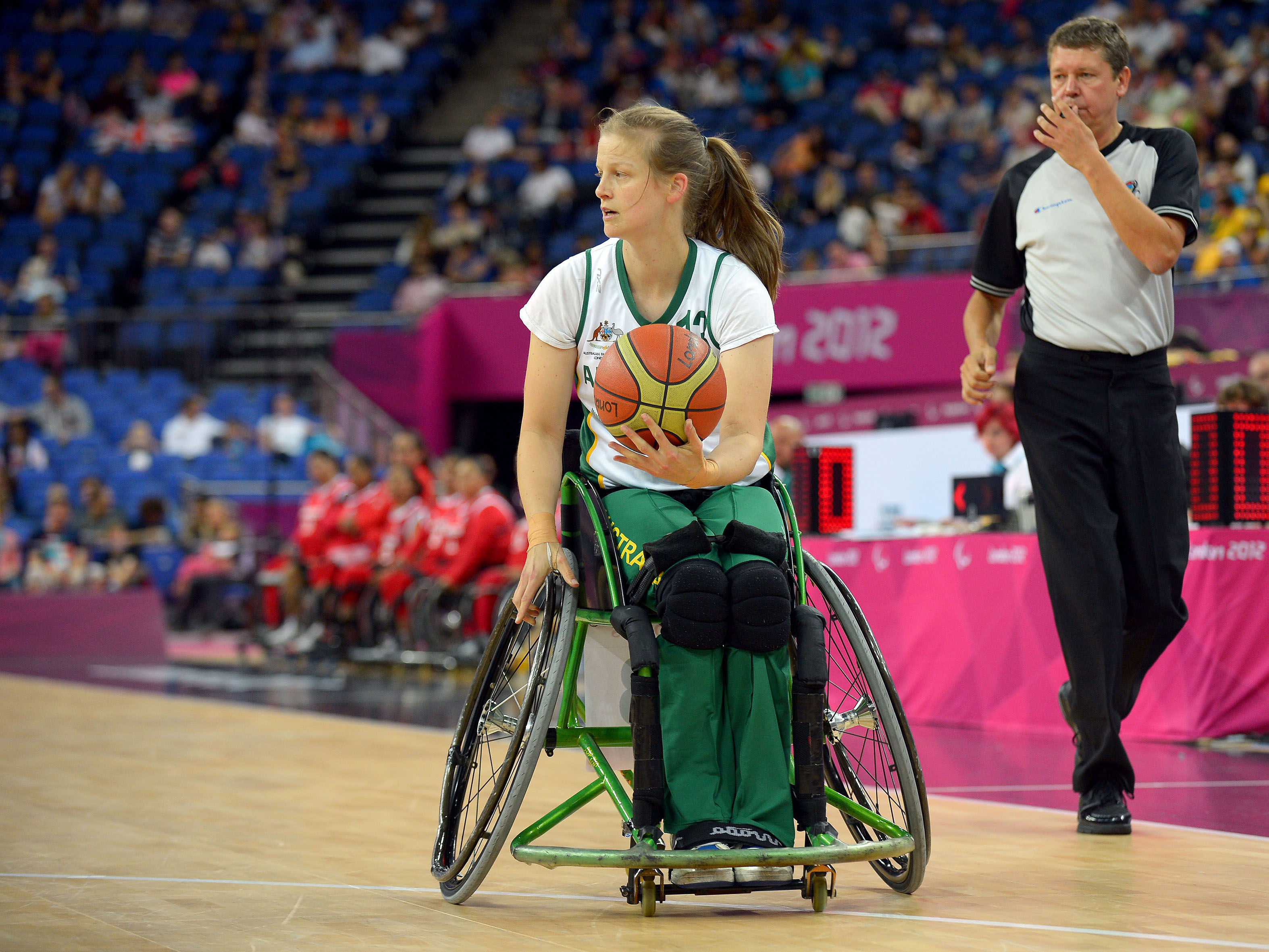
Sarah durante os Jogos Paralímpicos de Londres 2012.